# La grosse Pierre Levée

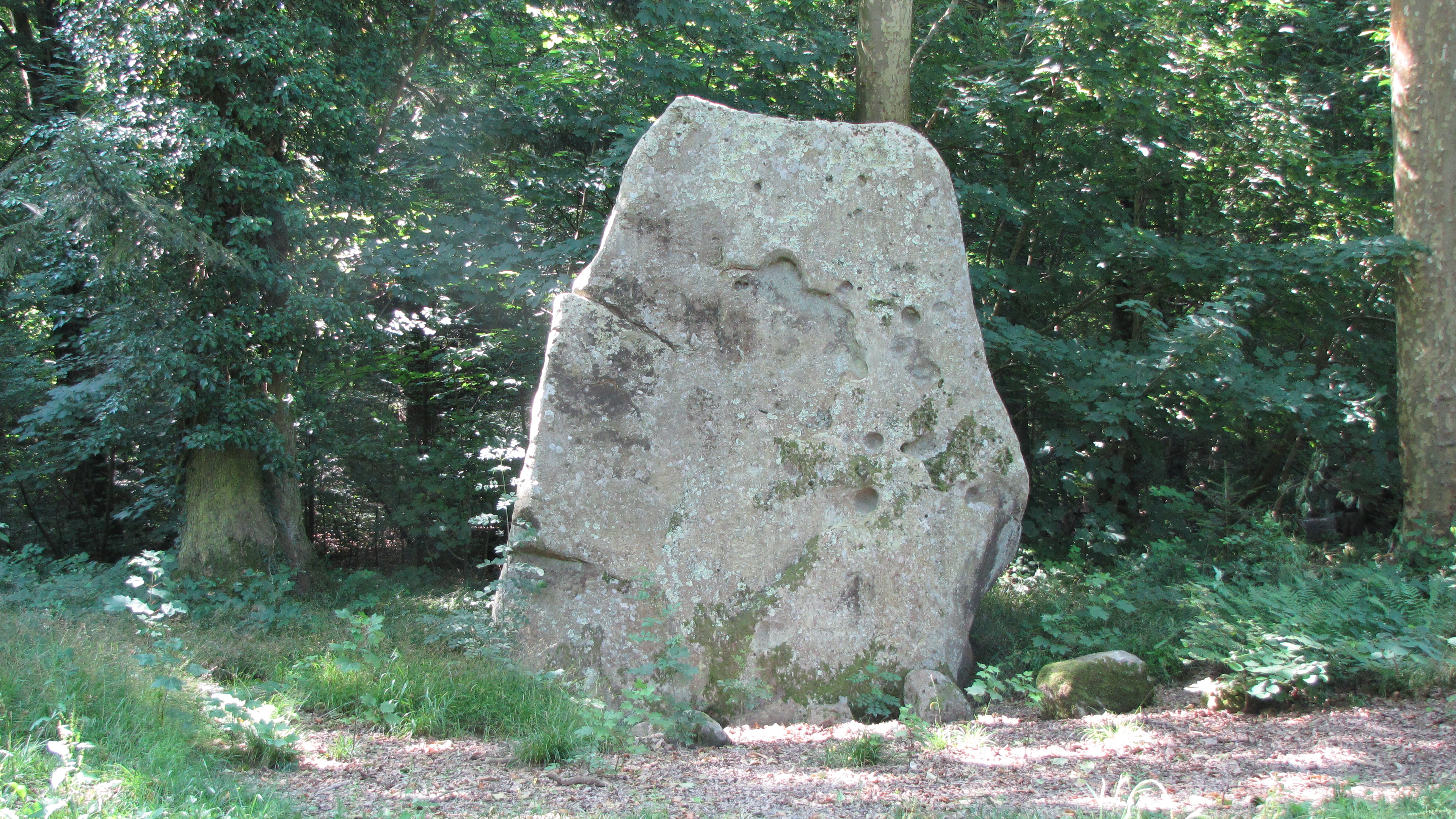
La grosse Pierre Levée

La grosse Pierre Levée (deutsch „aufgerichtete Stein“ – auch Pierre levée des Fées de Gouffern genannt) ist ein Menhir am Rand des Waldgebiets „Forêt de Petite Gouffern“, südöstlich von Silly-en-Gouffern bei Argentan im Département Orne in der Normandie in Frankreich.
Der neolithische Monolith aus rotem Sandstein hat eine Höhe von etwa 5,4 Metern und eine Dicke von etwa einem Meter. Auf der flachen Oberseite gibt es Eintiefungen, von denen einige von Menschenhand gemachte Schälchen (französisch cupules) zu sein scheinen.
Im 19. Jahrhundert erfolgte eine Ausgrabung am Monolithen. Sie hat mehrere Wolfsschädel hervorgebracht. Die dort ebenfalls anzutreffenden Sandsteinblöcke sollen die Überreste eines Dolmens sein, der in der Nähe des Pierre Levée stand. 
Der Menhir wurde 1889 als Monument historique eingestuft.

## Legende
In der Basse-Normandie, der Bretagne, in Schottland und Irland glaubte man, dass die Feen als Hebammen fungierten. Die Legende besagt, dass die Löcher an der Spitze des Menhirs Feenabdrücke sind. 
In der Nähe steht der La Pierre-Levée (Bourge-Saint-Leonard).